# Салуквадзе, Реваз (футболист, 1999)
Реваз Салуквадзе (груз. რევაზ სალუქვაძე; род. 11 сентября 1999, Грузия) — грузинский футболист, полузащитник хобийского клуба «Колхети».

## Карьера

### Начало карьеры
Воспитанник академии футбольного клуба «Сабуртало». В августе 2018 года футболист перешёл в клуб «Шевардени-1906», за который провёл по итогу сезона 6 матчей в Эровнули лиге 2. В январе 2019 года стал игроком клуба «Иберия 2010», откуда через полгода перебрался в «Рустави». Дебютировал в Эровнули лиге 6 октября 2019 года против клуба «Сабуртало», выйдя на замену на 73 минуте. Провёл за клуб 2 матча и по окончании сезона покинул клуб.
В начале 2020 года стал игроком грузинского клуба «ВИТ Джорджия». Дебютировал за клуб 27 июля 2020 года в матче против клуба «Самгурали», выйдя на поле на 75 минуте. Футболист смог закрепиться в основной команде клуба, однако по итогу сезона занял 9 предпоследнее место и отправился вместе с клубом стыковые матчи, где пробыл на скамейке запасных. В январе 2021 года стал игроком клуба «Ирао», откуда затем перешёл в клуб «Тбилиси Сити», за который в заключительном туре 1 декабря 2022 года футболист оформил пента-трик за 27 минут.

### «Нафтан»
В феврале 2023 года футболист проходил просмотр в белорусском клубе «Нафтан». В марте 2023 года футболист официально перешёл в новополоцкий клуб. Дебютировал за клуб футболист в матче 18 марта 2023 года против солигорского «Шахтёра», выйдя на поле в стартовом составе. На протяжении сезона футболист был одним из основных игроков новополоцкого клуба, во второй половине чемпионата став чаще оставаться на скамейке запасных. По итогу сезона помог клубу закрепиться в Высшей лиге. По окончании сезона футболист покинул белорусский клуб.

### «Колхети» Хоби
В марте 2024 года футболист на права свободного агента присоединился к хобийскому клубу «Колхети». Дебютировал за клуб футболист 31 марта 2024 года в матче против клуба «Сиони», выйдя на поле в стартовом составе. Первым результативным действием за клуб футболист отличился 13 апреля 2024 года в матче против клуба «Арагви Душети», отдав голевую передачу.